# George Mills (atleta)
George Mills (7 febbraio 1999) è un mezzofondista britannico.

## Palmarès
| Anno | Manifestazione   | Sede      | Evento       | Risultato  | Prestazione | Note                          |
| ---- | ---------------- | --------- | ------------ | ---------- | ----------- | ----------------------------- |
| 2016 | Europei allievi  | Tbilisi   | 800 m piani  | Oro        | 1'48"82     | Miglior prestazione personale |
| 2021 | Europei Under 23 | Tallinn   | 1500 m piani | 5º         | 3'40"91     |                               |
| 2022 | Mondiali indoor  | Belgrado  | 1500 m piani | Batteria   | 3'47"41     |                               |
| 2023 | Europei indoor   | Istanbul  | 1500 m piani | 11º        | 3'51"28     |                               |
| 2024 | Europei          | Roma      | 5000 m piani | Argento    | 13'21"38    |                               |
| 2024 | Giochi olimpici  | Parigi    | 1500 m piani | Semifinale | 3'37"12     |                               |
| 2024 | Giochi olimpici  | Parigi    | 5000 m piani | 21º        | 13'32"32    |                               |
| 2025 | Europei indoor   | Apeldoorn | 3000 m piani | Argento    | 7'49"41     |                               |

## Campionati nazionali
2014
- 6º ai campionati britannici under-17, 800 m piani - 1'56"96

2015
- 17º ai campionati britannici under-17, 400 m piani - 49"09

2016
- Argento ai campionati britannici under-20, 800 m piani - 1'49"73

2019
- Eliminato in batteria ai campionati britannici, 1500 m piani - 3'49"62
- 5º ai campionati britannici indoor, 800 m piani - 1'52"28
- Argento ai campionati britannici under-23, 800 m piani - 1'48"70

2020
- Oro ai campionati britannici, 1500 m piani - 3'51"39
- Oro ai campionati britannici indoor, 1500 m piani - 3'50"69

2021
- 7º ai campionati britannici, 1500 m piani - 3'44"52
- Bronzo ai campionati inglesi under-23, 1500 m piani - 3'41"23

2022
- 5º ai campionati britannici, 1500 m piani - 3'41"98

2023
- Bronzo ai campionati britannici, 1500 m piani - 3'46"57
- Argento ai campionati britannici indoor, 1500 m piani - 3'42"87

2024
- Argento ai campionati britannici, 1500 m piani - 3'38"29

## Altre competizioni internazionali
2015
- 5º ai Commonwealth Youth Games ( Apia), 800 m piani - 1'50"89

2021
- 7º al British Grand Prix ( Gateshead), 1500 m piani - 3'42"70

2022
- 13º al British Grand Prix ( Birmingham), 1500 m piani - 3'42"33
- Argento all'ISTAF Berlin ( Berlino), 1500 m piani - 3'35"30
- 5º ai FBK Games ( Hengelo), 1500 m piani - 3'36"92
- Oro all'Athletissima ( Losanna), 800 m piani - 1'46"74

2023
- 8º al Kamila Skolimowska Memorial ( Chorzów), 1500 m piani - 3'31"54
- 15º ai London Anniversary Games ( Londra), 1500 m piani - 3'35"76
- Oro all'Init Indoor Meeting ( Karlsruhe), 1500 m piani indoor - 3'35"88
- Argento alla Copernicus Cup ( Toruń), 1500 m piani indoor - 3'35"92
- Bronzo al Prefontaine Classic ( Eugene), miglio - 3'47"65

2024
- Argento al Meeting international Mohammed VI d'athlétisme de Rabat ( Marrakech), 1500 m piani - 3'33"47

2025
- 4º ai Bislett Games ( Oslo), 5000 m piani - 12'46"59
- Bronzo al Meeting de Paris ( Parigi), 1500 m piani - 3'28"36